# Tisy v Krompachu

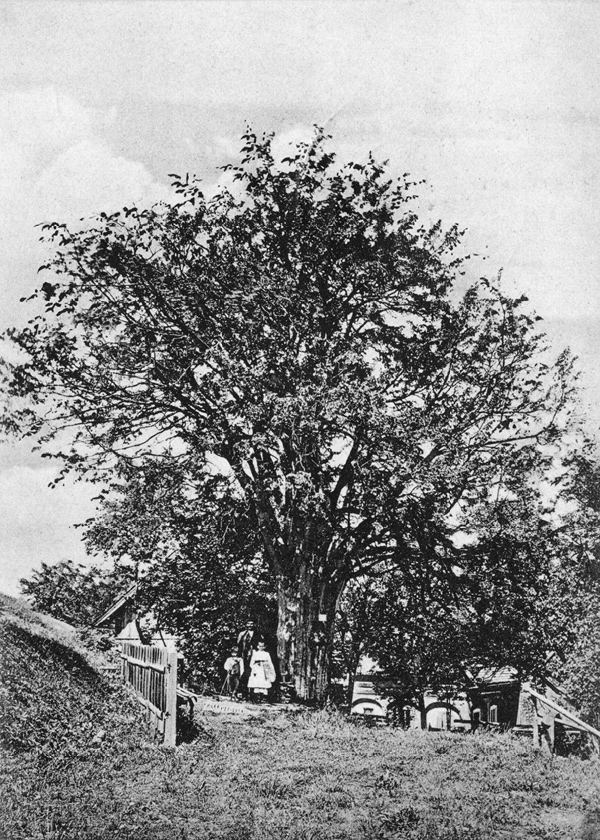
Tis v Krompachu
kolem roku 1908

Památný tis v obci Krompach (asi 8 km severovýchodně od města Cvikov) byl po léta považován za nejstarší strom na českém území a vůbec nejstarší tis Evropy. Novodobější odhady a analýzy ale uvádějí věk zhruba 4× nižší, než původní literatura z 19. století, přesto zůstává tisem s nejvyšším obvodem v České republice. V obci rostou ještě dva další tisy nižšího věku.

## Základní údaje
- název: Tis v Krompachu, tisy v Krompachu, tis v Krombachu
- výška: 12,5 m[4]
- výška koruny: 10,5 m[4]
- šířka koruny: 8 m[4]
- obvod: 360 cm (1897),[5] 380 cm (1908),[3] 430 cm (1966),[5] 457 (1993),[5] 465 cm (2002)[4]
- věk: 2000 let (pověsti, materiály z přelomu 19.–20. století),[3] 1800 let (19. stol),[6] 1000 let (1908),[6] >400 let (1967, tj. >458 let aktuálně)[2]

Poznámka: Údaje o poloze stromu a obvodu kmene uvedené v oficiálním registru památných stromů AOPK ČR nekorespondují s ostatními zdroji. Pravděpodobně jsou proházené a jeden z obvodů je uveden chybně.

## Stáří
Tisu v Krompachu byla minimálně od 19. století věnována pozornost kvůli jeho věku. Staré rakouské vojenské mapy uváděly, že je nejstarším stromem v Čechách. Pověsti mluvily o 2000 letech, stejně tak dobové pohlednice z přelomu 19. a 20. století. Podle odhadu z 19. století mělo být stromu 1800 let. Tento odhad bývá přisuzován Janu Evangelistovi Chadtu-Ševětínskému, Chadt však ve skutečnosti (s odkazem na Lhotského) roku 1908 uváděl, že:
„…dle poměru síly pařezů z jiných tisů ve mnohých sbírkách chovaných má asi 1000 let.“
Chadt cituje jako zdroj údaje o 1800 letech jméno Conventz, čímž byl zřejmě myšlen Hugo Wilhelm Conwentz, německý botanik polského původu, který se právě na tisy a paleobotaniku ve svém výzkumu a díle soustředil.
Roku 1967 provedl doc. Jaroslav Hofman z Botanického ústavu ČSAV Praze letokruhovou analýzu. Na vzorku získaném pomocí vrtu speciálním nebozezem napočítal 90 letokruhů. Zbytek kmene byl dutý, vyhnilý. Zjistil ale, že letokruhy jsou výrazně širší, než se obvykle předpokládá a než je běžné na vzorcích z jiných krajů. Podle rozpětí letokruhů vzorku dopočítal i chybějící část a srovnávací analýzou s mladšími Krompašskými tisy došel k závěru, že byl tis zasazen roku 1580. Údajně tedy nejde o zbytek původního porostu, jak se předpokládalo, ale o strom vysazený člověkem.
Objevují se ale i další názory. Některé vycházejí z toho, že je tis srostlicí tří kmenů. To by také vysvětlovalo, proč je obvod kmene vyšší, než by odpovídalo věku. Dopočet chybějících letokruhů také nemusí být přesný. Nelze vyloučit, že se během života stromu podmínky změnily a tím bylo ovlivněno i tempo růstu (síla letokruhů).

## Stav stromu a údržba
Strom roste na svahu nedaleko domu č. 127, je oplocený. Kmen působí jako srostlice tří, větví se ve výšce 3 metry. Stav stromu je dobrý, odpovídající věku.

## Historie a pověsti
Pod tisem se údajně shromažďovalo husitské vojsko před útokem na hrad Ojvín roku 1429 (Oybin, v dnešním Německu). Pokud bychom se drželi odhadu věku doc. Hofmana, muselo jít o jiný tis, protože tento byl vysazen zhruba o 150 let později, v době nástupu Rudolfa II. na trůn.
Okolo tisu dříve vedla zemská stezka do Lužice a Saska, po které odcházeli čeští bratři za náboženskou svobodou.

## Další zajímavosti
Stromu byl věnován prostor v televizním pořadu Paměť stromů, konkrétně v dílu č.13: Nejen duby, buky a lípy.
Další památné tisy, které se řadí k nejstarším, jsou Vilémovický tis (1500–2000 let) a Pernštejnský tis (1000 let). Odhady věku uvedené v závorce jsou často citovány i v novější literatuře, ale novodobé analýzy zřejmě provedené nebyly. Nelze zde vyloučit, že jejich stáří bude ve skutečnosti bližší tisu z Krompachu, ale stejně tak je možné, že jejich věk odhadům odpovídá a pouze u tisu z Krompachu byl věk nadhodnocen (zkreslení vlivem srůstu kmene). Obecně se u starých stromů doporučuje nebrat odhady věku jako definitivní a ani tyto nebudou výjimkou.

## Památné a významné stromy v okolí

### Tis v Krompachu 2
- obvod: 251 cm (2005)
- věk: 250 let

Strom roste 30 metrů západně od nejstaršího tisu.

### Tis v Krompachu 3
- obvod: 308 cm (2005)
- věk: 300 let

Vlevo od cesty na vrchol Hvozd (červená turistická trasa), cca 80 metrů SV od domu č. 25.

## Galerie

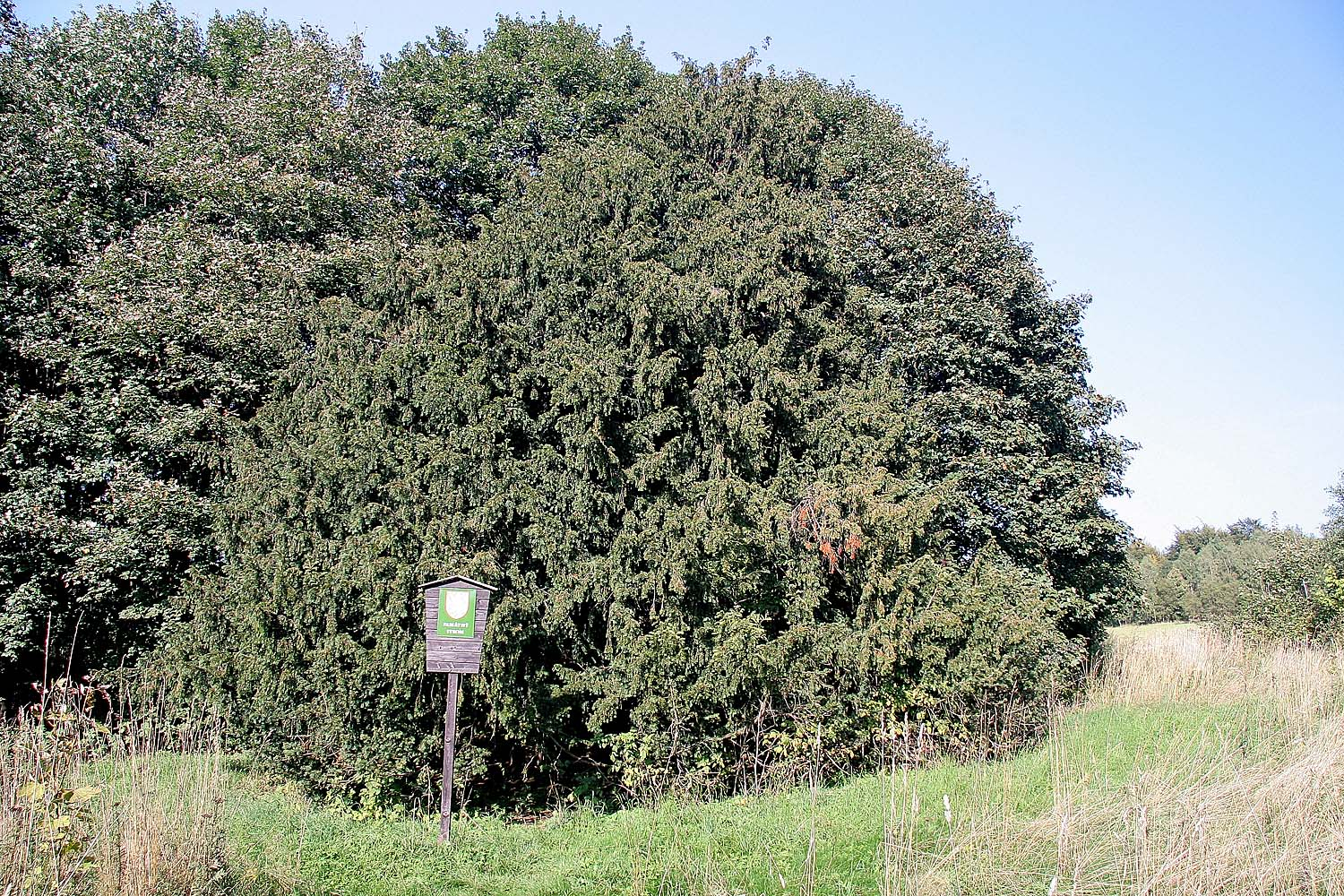
Nejvyšší památný tis v Krompachu září 2006
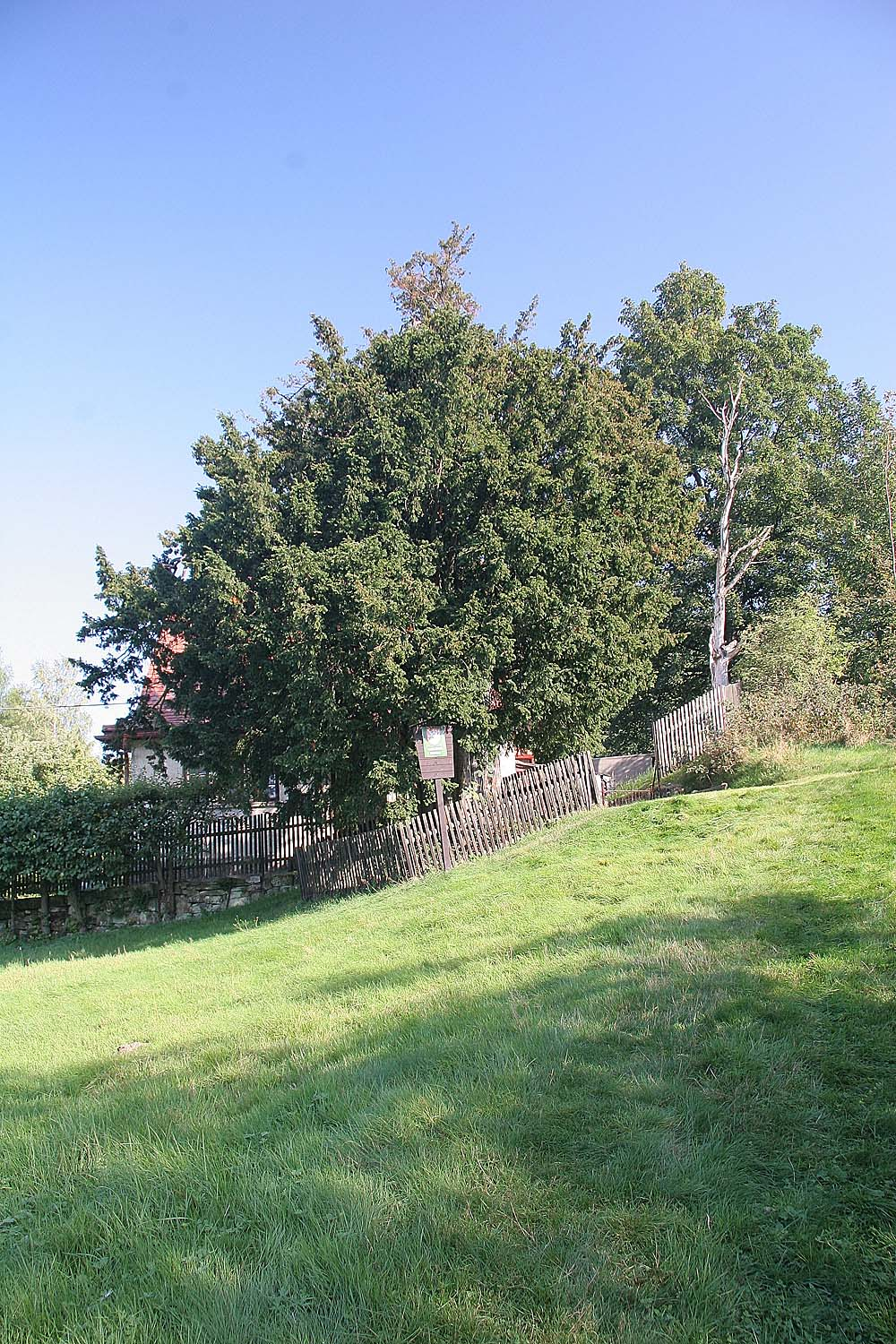
Nejstarší památný tis v Krompachu září 2006
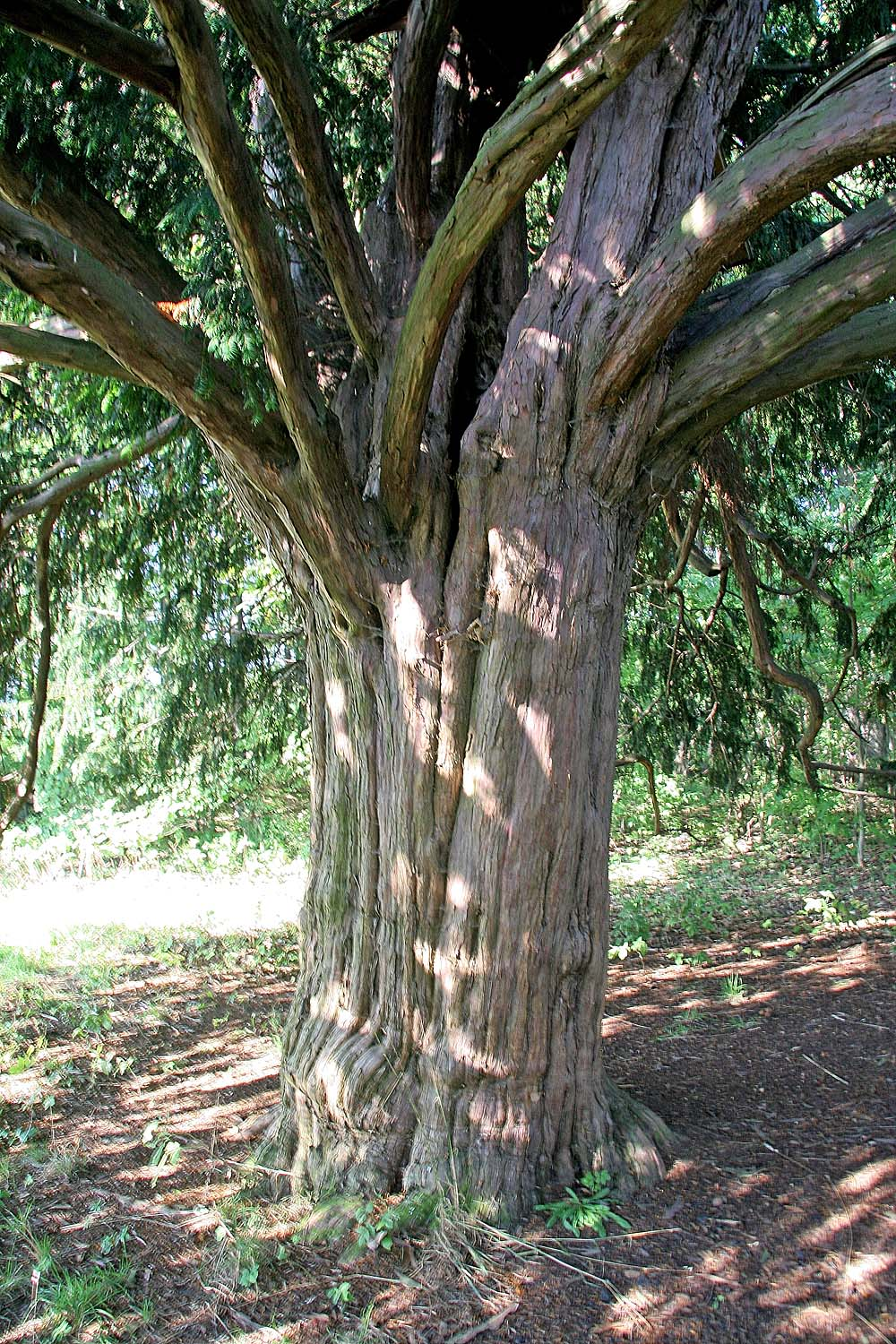
Kmen největšího památného tisu v Krompachu září 2006
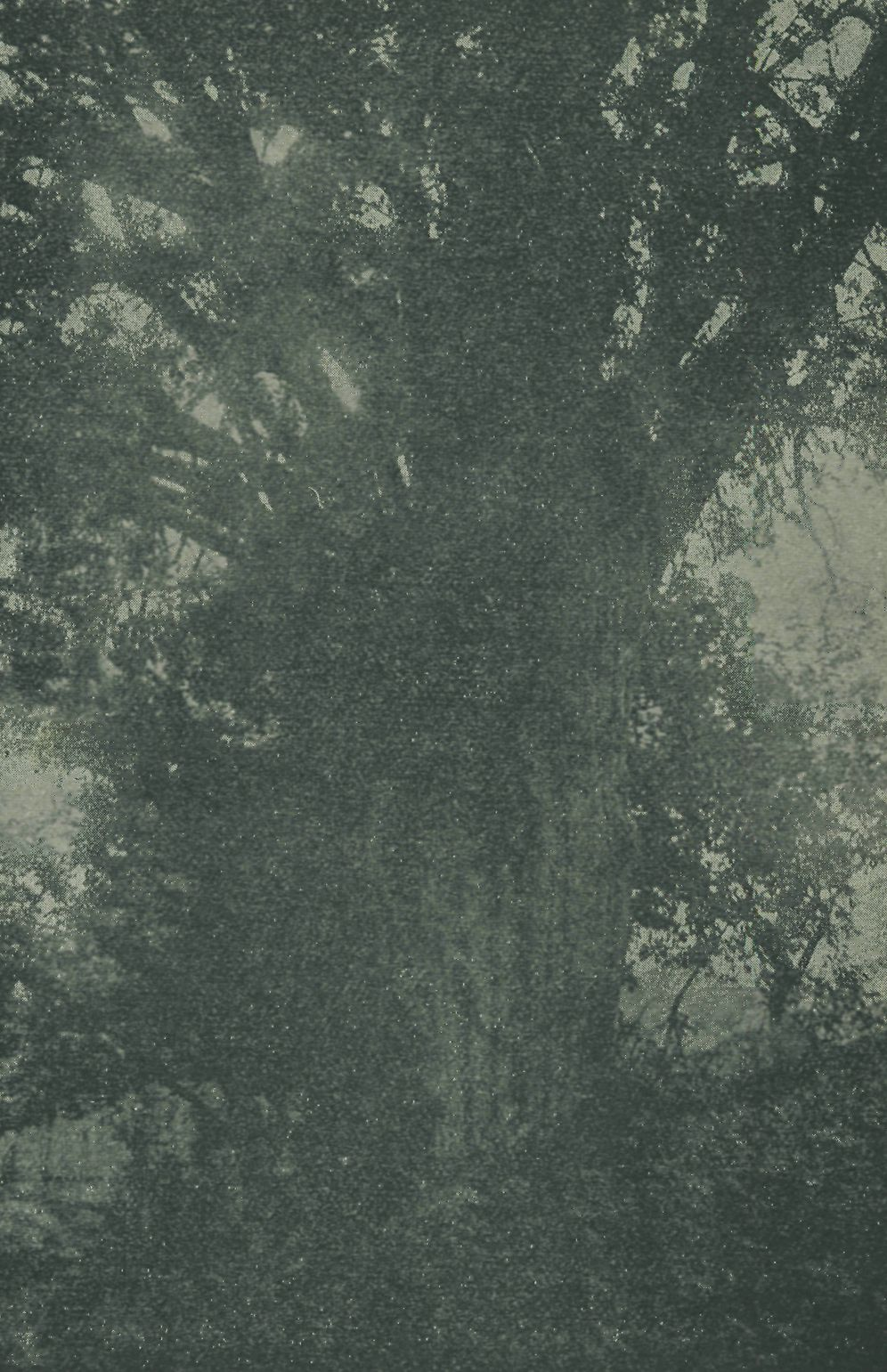
Tis v Krompachu hist. snímek (Jan Vilím) kolem roku 1900
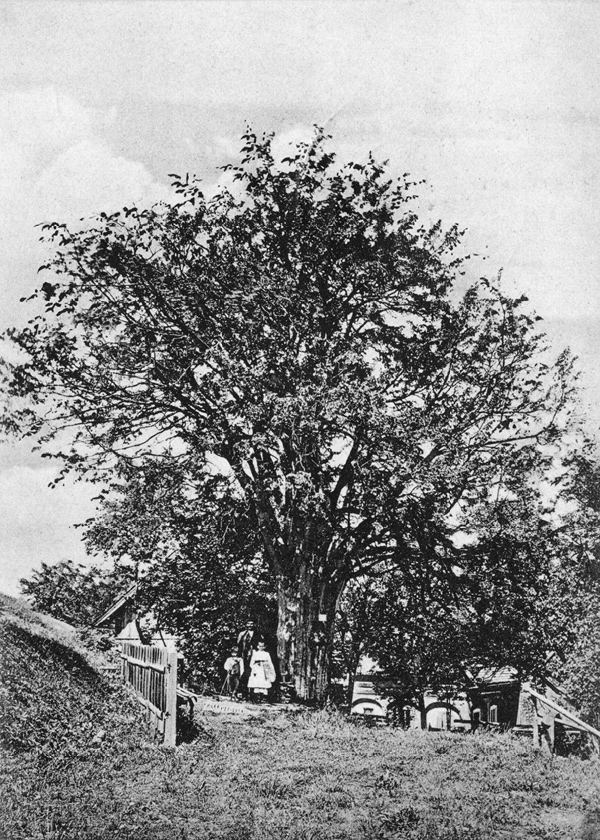
Tis v Krompachu kolem roku 1908